# Elena Virginia Balletti
Elena Virginia Balletti, conosciuta anche con il nome da coniugata, Elena Riccoboni, (Ferrara, 27 aprile 1686 – Parigi, 29 dicembre 1771), è stata un'attrice teatrale e poetessa italiana.
Era nota anche con il nome d'arte di Flaminia. 

## Biografia
Era figlia d'arte, nata da Francesco e da Giovanna Benozzi due attori comici girovaghi che lavoravano nella compagnia Francesco Calderoni. Nonostante i continui spostamenti i genitori le fecero avere una solida formazione: ha imparato il latino e il greco e parlava fluentemente spagnolo e francese. La famiglia nobile veronese Pindemonte disse di lei che "nelle lettere non poco intinta, componea versi soavi".
Quando si sposò, nel 1706, con l'attore Luigi Riccoboni, era già da tempo nota con il nome d'arte di "Flaminia".
Ebbe una cultura elevata per l'epoca e soprattutto per il suo sesso, tanto da entrare nell'Accademia dell'Arcadia di Roma sotto il nome di "Mirtinda Parraside". Fece anche parte dell'accademia di Difettosi di Bologna e di altre a Ferrara e Venezia.
Assecondò il progetto del marito di riformare il teatro italiano secondo l'estetica del Neoclassicismo e lo seguì in Francia. Fu inoltre la prima a recitare la Merope di Scipione Maffei.
Fu attrice di commedia italiana a Parigi con il soprannome di Flaminia, guadagnato nel ruolo di prima amorosa. Si distinse come protagonista nella Sofonisba del Trissino e nella Semiramis di Muzio Manfredi, dimostrando la sua reputazione eccellente nell'Ifigenia in Tauride di Pier Jacopo Martello e nel ruolo di Aspasia in Artaserse, una tragedia di Giulio Agosti.
Inoltre per tutta la vita la donna coltivò anche la propria passione per la letteratura, tanto che scrisse diversi sonetti e collaborò con autori come il commediografo Antonio Schinella Conti. A proposito della loro collaborazione, è stata successivamente ritrovata una lettera che l'attrice inviò al Conti, intitolata Lettera al signor abate Antonio Conti gentiluomo viniziano, sopra la maniera di Monsieur Baron nel rappresentare le tragedie franzesi. Per la sua cultura molto ampia e le sue eccezionali capacità oratorie, Elena era nota tra i salotti letterali del Nord Italia e di Francia.
Nel 1725 la Riccoboni scrisse una commedia, intitolata Le Naufrage (rappresentata in prima assoluta il 14 febbraio 1726), nella quale mostrava di aderire a un teatro tradizionale e sostanzialmente superato, inteso come un puro susseguirsi di intrighi, e polemico nei confronti della commedia psicologica che sembrava conciliare i maggiori interessi del pubblico. Tuttavia di tale commedia non ci è rimasto nulla se non il titolo.
L'attrice, ormai famosa in tutta Italia e anche all'estero, si ritirò definitivamente dalle scene il 27 marzo 1752. Morì il 29 dicembre 1771.

## Opere
- Sonetti di Mirtinda Parasside
- Canzone della Signora E. R. ferrarese
- Lettera della signora E. B. R. al signor Abate Conti gentiluomo veneziano sopra la maniera di M. Baron nel rappresentare le Tragedie francesi
- Di sdegnoso furor tutto ripieno

Delle sue opere teatrali, Le Naufrage, Abdilly, ecc., sono invece arrivati fino a noi soltanto i titoli.